# Gouvernement Eduardo Dato (3)
Pour les articles homonymes, voir Gouvernement Eduardo Dato.
Royaume d'Espagne
Muñoz I Intérim Bugallal
Le troisième gouvernement Eduardo Dato est le gouvernement du royaume d'Espagne, en fonction le 5 mai 1920 au 8 mars 1921.